# Simodia
La Simodia era una rappresentazione popolare greca risalente al IV secolo a.C. caratterizzata dal canto e dalla danza che gli attori vi effettuavano.
La simodia prende il nome da Simo di Magnesia, autore dello stesso periodo e della cui biografia si hanno poche notizie.